# لوجو برينتانو
لودفيغ جوزيف برنتنو (بالألمانية: Lujo Brentano)‏ ( /brɛnˈtɑːnoʊ/ ، تُلفظ بالألمانية: [bʁɛnˈtaːno] ؛ كان 18 ديسمبر 1844 - 9 سبتمبر 1931) اقتصادي ألماني بارز ومصلح اجتماعي.

## سيرة شخصية
ولد في أشافنبورغ في عائلة فكرية كاثوليكية ألمانية مميزة (الأصل من أصل إيطالي )،  التحق بالمدرسة في آوغسبورغ و آوغسبورغ. درس في دبلن ( كلية ترينيتي ).

## روابط خارجية
- لوجو برينتانو على موقع الموسوعة البريطانية (الإنجليزية)
- لوجو برينتانو على موقع مونزينجر (الألمانية)